# Anal Cunt
Anal Cunt (с англ. — «Анальная пизда») — грайндкор-группа, образовавшаяся в 1988 году в Ньютоне неподалёку от Бостона, штат Массачусетс. Вызывающее название группы нередко, в том числе и на обложках альбомов, сокращается до A.C. (или AxCx), но группа обходит это ограничение, вырисовывая буквы A и C в форме ануса и вульвы соответственно, в том числе и на обложках альбомов. После несчастного случая лидер группы Сет Путнам стал парализованным калекой, но тем не менее группа продолжала давать концерты. Сет Путнам скончался 11 июня 2011 года от сердечного приступа, из-за чего коллектив распался окончательно.

## История

### Формирование группы
Группа Anal Cunt была создана 1 марта 1988 года в городе Ньютон, штат Массачусетс, недалеко от Бостона, Сетом Путнамом, который ранее был членом таких групп, как Executioner и Satan's Warriors. Сет Путнам дал группе такое название, потому что оно ему показалось «наиболее оскорбительным, тупым, глупым и т. п». Многие поклонники группы заблуждаются в том, что группа была названа в честь песни музыканта GG Allin, так как она была записана через несколько лет после формирования группы. Тем не менее группа сделала трибьют GG Allin, записав кавер-версию песни I'll Slice Your Fucking Throat (If You Fuck with Me), которая первоначально была записана музыкантом GG Allin и коллективом The Murder Junkies.
В 2005 году журнал Q включил группу Anal Cunt в список «25 групп, имена которых должны стоять на доске почёта». Изначально группа  задумывалась как шутка, и должна была записать всего одну демозапись и провести всего один концерт. Тем не менее группа была активна до 2011 года, несмотря на несколько роспусков.
Изначально Anal Cunt создавала свои композиции в стиле «антимузыки»: без ритма, ударных, риффов, текстов, названий песен и т.д. Ярким примером такой музыки являются песни из мини-альбома 5643 Song EP. Anal Cunt была не первой такой группой, созданной Сетом Путнамом. Ещё в 1980 году Сет со своим двоюродным братом Майклом создал нойзкор группу, которая первоначально называлась The Losers, а затем была переименована в Noise. Проблема большинства таких групп заключалась в том, что они состояли из одних и тех же членов, а Сет хотел создавать новые группы с разными людьми.

### Ранние годы
Первое выступление группы состоялось в 1988 году в доме матери Путнама перед некоторыми членами семьи, а именно его матерью, двумя его младшими братьями и его бабушкой, а также перед некоторыми друзьями его матери. Затем последовали ещё несколько маленьких выступлений в разных подвалах и гостиных перед их первым публичным концертом по радио в Брандейском университете, где Anal Cunt были последними из ряда групп Путнама, которые выступали таким образом. Этот концерт планировался, как первый и последний у группы. Путнам пригласил будущего участника коллектива Фреда Ордонеза из группы Shit Scum на концерт, но он не смог прийти. В результате было организовано совместное выступление (Anal Cunt и Shit Scum), так что Ордонез смог увидеть группу Путнама, и ещё один концерт был организован на арендованном тренировочном складе Shit Scum. В апреле на чердаке матери Путнама была записана первая демозапись группы на 4-дорожечном магнитофоне, но эти записи никогда не микшировались, не издавались и никто их не слышал, кроме самих участников группы.
В августе 1988 года после ещё нескольких концертов группа решила устроить тур по США, за несколько дней до того, как они записали своё 47 Song Demo, которое позже было переиздано на сборнике ранних материалов группы. Позже в том же самом году они записали свой мини-альбом 88 Song EP, и после его издания многие лейблы звукозаписи начали проявлять интерес к группе, включая Earache Records, с которыми коллектив позже подписал контракт.
Несколько релизов позже, Earache Records снова сделали предложение группе, на этот раз, чтобы лицензировать 5643 Song EP для европейского издания (а позже они захотели приобрести все издания), но Anal Cunt продолжали отклонять такого рода предложения. Также это был тот момент, когда группа решила, что они сделали так много, как смогли, и решили распустить коллектив, издав Another EP и завершив свой первый европейский тур. Этот тур был организован в апреле, и многие концертные записи с этого тура появились в сборнике Fast Boston HC The Early Years, бутлеге Harmonized Noise и совместном сплит-альбоме Anal Cunt с Patareni.
1 марта 1991 года, после выступлений в нескольких других группах, включая группу (недавно воссоединившуюся) Джорджа Брауна (блюз-рок-группа, чья песня «Foreplay with a Tree Shredder» позже будет перезаписана Anal Cunt для альбома Top 40 Hits), от Sloth до Anger и Post Mortem, Сет Путнам и Тим Морс решили воссоединить Anal Cunt, ровно через 3 года после первоначального образования группы.
После реформирования группы они решили внести изменения в свой стиль, чтобы не заскучать опять. Гитаристом новой и более музыкальной версии Anal Cunt изначально должен был стать будущий участник Пол Крайнак, но в итоге это место занял бывший боксёр — Фред Ордонез. Затем последовали ещё несколько мини-альбомов, в том числе Unplugged EP, первая в мире акустическая нойзкор-запись, прежде чем Путнам, в конце концов, решил внести некие черты «реальных песен» в материал группы. Сет Путнам и Тим Морс опробовали эту идею в 1992 году, незадолго до того, как Путнам успешно прошёл прослушивание в реформированной трэшкор-группе Siege, но это было до того, как планы были полностью реализованы.
Позже в том же году Anal Cunt решили устроить ещё один европейский тур. Несмотря на то, что Тим Морс покинул коллектив в последний момент, тур всё ещё продолжался и группа решила начать поиски нового ударника во время тура. Два ударника, которые проходили прослушивание, были недостаточно быстры для группы, поэтому Anal Cunt решили, что для начала они оба будут играть на одной и той же ударной установке одновременно, прежде чем группа выберет самого быстрого из них двух. Многие выступления заканчивались тем, что Путнам и Ордонез начинали избивать людей в толпе и уничтожать оборудование, и причиной этому служило не только опьянение участников группы, но ещё и тот факт, что ударник не очень хорошо знал их песни. Также во время тура Путнам присоединился к Fear of God в качестве ударника для одного концерта и Путнам вместе с Ордонезом записали сплит с Seven Minutes of Nausea.
Вернувшись в США Anal Cunt решили подыскать второго гитариста, который продолжал бы играть вместе с барабанщиком, пока некоторые участники группы будут драться с толпой. Выбор остановился на Джоне Козике и вместе с ним наступила новая эпоха группы.

### 2010-е
В 2010 году вышел последний альбом группы Fuckin' A. В 2011 году Anal Cunt прекратила существование из-за смерти Сета Путнама.

## Стиль и спорность

### Тематика песен
Anal Cunt зачастую поднимали в своих песнях такие темы, как мизогиния, гомофобия, нацизм, антисемитизм, расизм и злорадство, но они не всегда имели место. Многие песни содержали оскорбления, как общие, так и направленные на одного определённого человека.
Начиная с альбома I Like It When You Die (с англ. — «Мне нравится, когда ты умираешь») у группы появилась идея использовать повторяющие названия за схемой «кто-то или что-то Is Gay». Примеры: «You're Gay» (с англ. — «Ты — гей»), «Technology's Gay» (с англ. — «Технологии для геев»), «Recycling Is Gay» (с англ. — «Повторное использование для геев»), «The Internet Is Gay» (с англ. — «Интернет для геев»), «Windchimes Are Gay» (с англ. — «Музыкальные подвески для геев») и даже «The Word 'Homophobic' Is Gay» (с англ. — «Слово "Гомофобия" придумано геями»). Их другая схема для повторяющихся названий песен — «You кто-то или что-то, какой-нибудь глагол». Примеры: «You Own a Store» (с англ. — «У тебя свой магазин»), «You Live in a Houseboat» (с англ. — «Ты живёшь в плавучем доме»), «You Are an Orphan» (с англ. — «Ты — сирота»), «You Go to Art School» (с англ. — «Ты ходишь в художественную школу») и «You Keep a Diary» (с англ. — «Ты ведёшь дневник»). Группа даже написала пародийные песни на эту тему: «You (Fill in the Blank)» (с англ. — «Ты (заполните пробел)») и «I'm in Anal Cunt» (с англ. — «Я в Anal Cunt»).
Начиная с It Just Gets Worse (с англ. — «Это становится хуже»), альбома 1999 года, группа в своих песнях развила темы умышленного преступления ещё дальше с более экстремальными примерами расизма и сексизма. Примеры: «You're Pregnant So I Kicked You in the Stomach» (с англ. — «Ты беременна, поэтому я ударил тебя в живот»), «I Lit Your Baby on Fire» (с англ. — «Я поджёг твоего ребёнка») и «Women: Nature's Punching Bag» (с англ. — «Женщина — груша для битья». В текстах двух песен из этого альбома были внесены изменения, а песня «Conor Clapton Committed Suicide Because His Father Sucks» (с англ. — «Коннор Клэптон покончил жизнь самоубийством, потому что его папаша — чмо») была переименована «Your Kid Committed Suicide Because You Suck» (с англ. — «Твой ребёнок покончил жизнь самоубийством, потому что ты — чмо»), потому что они работали с лейблом в Британии, где пасквили строго наказуемы. Другая песня с названием «Easy E Got Aids from F Mercury» (с англ. — «Eazy-E подцепил СПИД от Фредди Меркьюри») содержит следующие строки: «Теперь Фредди мёртв, он на небесах; На его поминках ты [имеется в виду Eazy-E] ел арбуз».
Также, начиная с альбома It Just Gets Worse группа начала ссылаться на Холокост в своих песнях, например «I Sent Concentration Camp Footage to America's Funniest Home Videos» (с англ. — «Я отправил съёмки концентрационного лагеря в передачу самых смешных домашних видео Америки»). Эта тема, которая как может показаться на первый взгляд превозносит Адольфа Гитлера и его действия, продолжалась в их последующих мини-альбомах, с такими песнями, как: «Hitler Was a Sensitive Man» (с англ. — «Гитлер был чутким человеком»), «I'm Hitler» (с англ. — «Я — Гитлер»), «Body by Auschwitz» (с англ. — «Худеем по диете Освенцима»), «I Went Back in Time and Voted for Hitler» (с англ. — «Я вернулся во времени и проголосовал за Гитлера») и «Ha Ha Holocaust» (с англ. — «Ха-ха-холокост»).
Другой темой для песен группы были оскорбления в адрес других групп или музыки в целом. Примеры таких песен: «Rancid Sucks (And The Clash Sucked Too)» (с англ. — «Rancid — отстой (и The Clash тоже отстой)»), «Limp Bizkit Think They're Black, but They're Just Gay» (с англ. — «Limp Bizkit думают, что они чёрные, но они просто геи»), «Anyone Who Likes the Dillinger Escape Plan Is a Faggot» (с англ. — «Любой, кому нравится The Dillinger Escape Plan — пидор») и «311 Sucks» (с англ. — «311 — отстой»).
Помимо их оскорбительного материала, некоторые их песни были умышленно беззаботными, что было сделано для самопародии. Речь идёт об их сатирическом альбоме Picnic of Love и записанных ими каверов на песни, полностью отличающихся от их стиля, включая «Can't Touch This», «Stayin' Alive», «Escape», «Electric Avenue», «The Theme From Three's Company», «You're Gonna Need Someone on Your Side», «Hungry Hungry Hippos» и «Just the Two of Us», а также их караоке-версию песни Steve Miller Band «Abracadabra» (которой было суждено быть «кавером» на «Sabbra Cadabra»).

### Критика
Критик Стив Хьюи назвал их альбом Morbid Florist (с англ. — «Отвратительный цветовод») «еле-еле слушабельным».
Сет Путнам признался, что отправлял записи в музыкальные журналы ради негативных рецензий.

## Состав

### Последний состав
- Сет Путнам — вокал, гитара, клавишные (1988—2011)
- Джош Мартин — гитара (1996—2003, 2006—2010)
- Тим Морс — ударные (1988—1996, 2008—2011)

### Бывшие участники
- Майк Махан — гитара (1988—1990, 1998, 2003, 2008)
- Фред Ордонез — гитара (1991—1992, 1992—1993)
- Джон Козик — гитара (1992–1995, 2003–2006)
- Пол Крайнак — гитара (1993, 1995)
- Скотт Халл[англ.] – гитара (1995)
- Нейт Лайнехан — ударные (1996–1999, 2003—2004, 2006—2007)
- Джон Гиллис — ударные (1999—2001, 2004—2006)
- Флориан Малер – ударные (2003)